# La Joya (Bolivien)
La Joya ist eine Ortschaft im Departamento Oruro im Hochland des im südamerikanischen Andenstaates Bolivien.

## Lage im Nahraum
La Joya ist zentraler Ort des Kanton  La Joya im Municipio Caracollo in der Provinz Cercado. Die Ortschaft La Joya liegt auf einer Höhe von 3736 m am rechten Ufer des Río Desaguadero, der im bolivianischen Hochland den Titicaca-See im Norden mit dem Poopó-See im Süden verbindet.

## Geographie
La Joya liegt auf dem bolivianischen Altiplano zwischen den Anden-Gebirgsketten der Cordillera Occidental im Westen und der Cordillera Central im Osten.
Die mittlere Durchschnittstemperatur der Region liegt bei knapp 11 °C, der Jahresniederschlag beträgt etwa 400 mm (siehe Klimadiagramm Oruro). Die Region weist ein ausgeprägtes Tageszeitenklima auf, die Monatsdurchschnittstemperaturen schwanken nur unwesentlich zwischen 6 °C im Juni/Juli und 13–14 °C im November/Dezember. Die Monatsniederschläge liegen zwischen unter 10 mm in den Monaten Mai und August und etwa 80 mm von Januar bis Februar.

## Infrastruktur
La Joya liegt in einer Entfernung von 54 Straßenkilometern nordwestlich von Oruro, der Hauptstadt des gleichnamigen Departamentos.
Von Oruro aus führt die asphaltierte Nationalstraße Ruta 1 nach Norden Richtung Caracollo und La Paz. Fünf Kilometer hinter Oruro zweigt eine unbefestigte Landstraße nach Nordwesten ab und überquert nach 44 Kilometern den Río Desaguadero. Die Straße führt auf geradem Wege nach fünf Kilometern nach La Joya, während eine drei Kilometer lange Stichstraße direkt hinter der Brücke in südlicher Richtung in den Nachbarort Chuquiña abzweigt.

## Bevölkerung
Die Einwohnerzahl der Ortschaft ist in den vergangenen beiden Jahrzehnten nur wenig angestiegen:
| Jahr | Einwohner | Quelle       |
| ---- | --------- | ------------ |
| 1992 | 1 221     | Volkszählung |
| 2001 | 1 817     | Volkszählung |
| 2012 | 1 481     | Volkszählung |
| 2024 |           | Volkszählung |

In La Joya ist die Aymara-Bevölkerung vorherrschend, im Municipio Caracollo sprechen 72,2 Prozent der Bevölkerung Aymara.